# Cerkiew św. Michała Archanioła w Kisielinie
Cerkiew św. Michała Archanioła w Kisielinie – prawosławna cerkiew w Kisielinie.
Świątynia została wzniesiona w 1777, na planie prostokąta, w całości z kamienia. Obiekt jest jednonawowy, z dwiema półeliptycznymi niszami po obydwu częściach nawy. We wnętrzu świątyni znajdują się freski, wykonane na początku XX wieku przez A. Antonowicza. W sąsiedztwie cerkwi położone są osiemnastowieczne dzwonnica i brama wjazdowa na teren świątyni.